# Jacobus Kann
Jacobus Henricus Kann (Den Haag, 12 juli 1872 - Theresienstadt, 7 oktober 1944) was een Nederlands bankier en firmant van het bankiershuis Lissa & Kann.

## Leven en werk
Kann was de zoon van de Haags-Joodse Maurice Kann en Johanna Hijmans. Na het overlijden van zijn vader in 1891 volgde hij hem op als firmant van het bankiershuis Lissa & Kann.
In 1897 bezocht hij in Bazel het eerste zionistische congres, waar hij Theodor Herzl ontmoette. Hij werd oprichter van de Nederlandse Zionistenbond, mede-oprichter van de Jewish Colonial Trust en na Herzls overlijden in 1904 werd hij lid van het Engeres Actions-Comité, het bestuur van de zionistische organisatie. Hij is zijn levenlang politiek zionist gebleven, vooral op internationaal niveau. Kann was betrokken bij de aankoop van het stuk land waarop men later Tel Aviv zou stichten. In de wijk Kiryat HaYovel in Jeruzalem is het Ya'akobus Kan plein naar hem vernoemd. Op het plein bevindt zich een monument met daarop een plaquette bevestigd ter ere van de Haags-Joodse bankier Jacobus Kann.

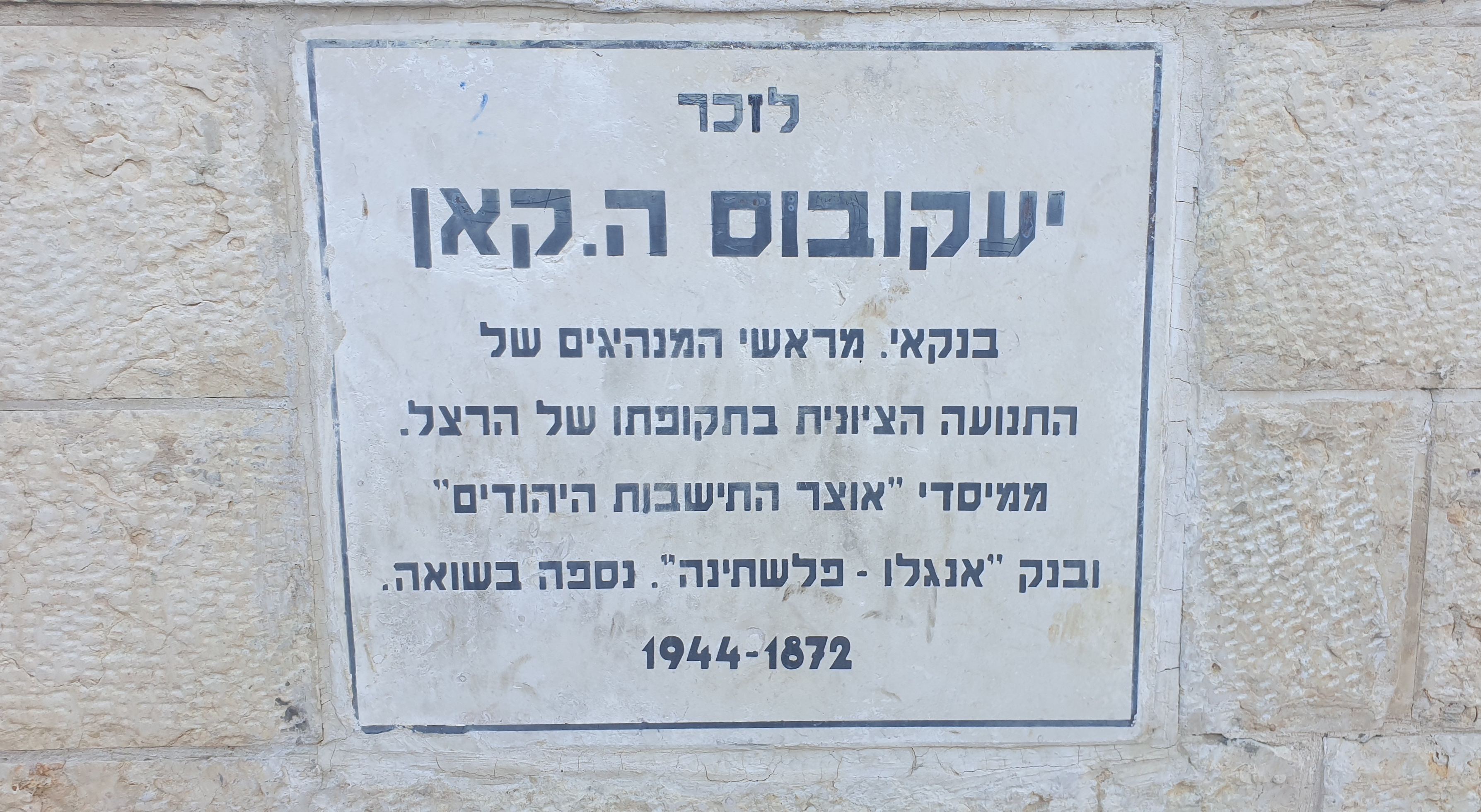
Het plaquette op het monument aan het Ya'akobus Kan plein is gewijd aan de Nederlands-Joodse bankier Jacobus Henricus Kann. De tekst op de plaquette luidt:
"Ter nagedachtenis van
Jacobus H. Kann
Bankier.
Een der leiders van de Zionistische beweging ten tijden van Herzl.
Van de oprichters van “Schatkamer der Joodse Nederzettingen" en Bank “Anglo-Palestine”.
Omgekomen in de Holocaust."
1872-1944

Kann was bevriend met Jan Ligthart en oprichter van de Haagsche Schoolvereeniging aan de Nassaulaan, waar Ligthart commissaris werd. Uit de HSV kwam later het Nederlandsch Lyceum voort, waar Rommert Casimir het eerste hoofd werd. Vernieuwend was de daar gerealiseerde formule van een gezamenlijke onderbouw, met een latere keuze voor de hogereburgerschool of het gymnasium.
Vanaf 1923 was hij Nederlands consul te Jeruzalem. Gedurende die tijd onderhield hij veelvuldig contact met zijn collega in Jaffa/Tel Aviv, Siegfried Hoofiën. Verder was hij ook nog in contact met de zionistische beweging wereldwijd. Kann heeft de moordaanslag op Jacob Israël de Haan veroordeeld, maar het nalatenschap werd pas afgehandeld door zijn opvolger Siegfried van Vriesland.
In de Tweede Wereldoorlog werden Kann en zijn vrouw Adriana Anna Polak Daniels eerst op transport gesteld naar kamp Barneveld, vandaar naar Kamp Westerbork en ten slotte naar concentratiekamp Theresienstadt, waar zij door de Duitsers zijn vermoord. Kann stierf in oktober 1944, zijn vrouw op 28 april 1945.